# Rubén Fernández (cyclisme)
Pour les articles homonymes, voir Fernández.
Fernández  Andújar est un nom espagnol. Le premier nom de famille, en général paternel, est Fernández ; le second, en général maternel, souvent omis, est Andújar.
Rubén Fernández Andújar (né le 1er mars 1991 à Murcie) est un coureur cycliste espagnol.

## Biographie
Rubén Fernández Andújar devient cycliste professionnel en 2013 au sein de l'équipe Caja Rural-Seguros RGA, après avoir passé deux ans dans l'équipe amateur réserve de celle-ci. En 2013, en s'imposant dans la quatrième étape, il creuse des écarts rédhibitoires qui lui permettent de remporter le Tour de l'Avenir, trois jours plus tard.
En 2015, il est recruté par l'équipe World Tour Movistar. Il débute avec cette équipe au Tour Down Under, dont il prend la cinquième place, après avoir terminé troisième de l'étape reine à Willunga.
Au mois de novembre 2016, il prolonge de trois ans le contrat qui le lie à son employeur.

## Palmarès
- 2008
  - 3e du championnat d'Espagne de l'américaine juniors
- 2009
  -  Champion d'Espagne de course aux points juniors
  - 2e du championnat d'Espagne de l'américaine juniors
- 2010
  - 3e du Gran Premio San José
  - 3e du Mémorial Sabin Foruria
  - 3e du championnat d'Espagne du scratch espoirs
- 2011
  -  Champion d'Espagne de l'omnium espoirs
  - Champion de Murcie du contre-la-montre espoirs
  - Leintz Bailarari Itzulia
  - 2e du championnat d'Espagne de poursuite par équipes
  - 3e du Premio Primavera
  - 3e du Mémorial Sabin Foruria
  - 3e du championnat d'Espagne de course aux points espoirs
  - 3e du championnat d'Espagne de l'américaine
- 2012
  - Circuito Guadiana
  - Trofeo Suministros Monjardín
  - Martin Deunaren Saria
  - 2e du Circuito Sollube
  - 2e de l'Andra Mari Sari Nagusia
  - 2e du championnat d'Espagne de poursuite par équipes
  - 2e du championnat d'Espagne de l'américaine
  - 3e de l'Antzuola Saria
- 2013
  - Tour de l'Avenir :
    - Classement général
    - 4e étape
- 2015
  - 5e du Tour Down Under
- 2016
  - 6e du Tour Down Under
  - 6e du Tour de Pologne
- 2018
  - 7e du Tour du Guangxi
- 2021
  - 9e du Tour des Émirats arabes unis

## Résultats sur les grands tours

### Tour de France
1 participation
- 2021 : 84e

### Tour d'Italie
3 participations
- 2015 : 62e
- 2018 : 85e
- 2024 : 54e

### Tour d'Espagne
5 participations
- 2016 : 33e,  maillot rouge pendant 1 jour
- 2017 : abandon (15e étape)
- 2022 : 59e
- 2023 : 54e
- 2024 : non-partant (14e étape)

## Classements mondiaux
| Année                                 | 2011  | 2012 | 2013 | 2014 | 2015 | 2016 | 2017 | 2018 | 2019 | 2020 | 2021 | 2022 | 2023 | 2024 |
| ------------------------------------- | ----- | ---- | ---- | ---- | ---- | ---- | ---- | ---- | ---- | ---- | ---- | ---- | ---- | ---- |
| UCI World Tour                        |       |      |      |      | 73e  | 59e  | 231e | 181e |      |      |      |      |      |      |
| Classement mondial                    |       |      |      |      |      | 125e | 649e | 392e | 953e | 186e | 430e | 354e | 786e | 695e |
| UCI Europe Tour                       | 1277e | nc   | 240e | 309e |      | 506e | 707e | 464e | 687e | 153e | 356e | 284e | nc   | nc   |
|                                       |       |      |      |      |      |      |      |      |      |      |      |      |      |      |
| Légende : nc = non classéSource : UCI |       |      |      |      |      |      |      |      |      |      |      |      |      |      |